# Wang Yuchen
Wang Yuchen (chiń. 王雨晨  ; ur. 5 sierpnia 1997 w Qingdao) – hongkoński, wcześniej chiński, snookerzysta. 

## Kariera
Wang Yuchen po raz pierwszy zwrócił na siebie uwagę świata we wrześniu 2013 roku podczas turnieju Shanghai Masters, kiedy to grając z dziką kartą, pokonał Joe Perry’ego i dotarł do 1/32 finału turnieju, gdzie ostatecznie przegrał z Neilem Robertsonem 3–5.
W marcu 2016 roku Wang wygrał Mistrzostwa Azji do lat 21 w snookerze, pokonując w finale byłego zawodowego snookerzystę Ratchayothina Yotharucka z Tajlandii 6–5. Dzięki temu zwycięstwu otrzymał dwuletnią kartę zawodową na sezony 2016/17 i 2017/18. W pierwszej rundzie UK Championship w 2016 zapewnił sobie zwycięstwo 6–5 nad mistrzem świata z 2002 roku Peterem Ebdonem, po czym przegrał 5–6 z Liamem Highfieldem, mimo że prowadził 4–1. Wang wygrał także mecz na Welsh Open, pokonując Garetha Allena 4–3, ale w drugiej rundzie przegrał ze Stuartem Carringtonem 2–4.
Wang wcześniej reprezentował Chiny, ale w 2019 roku przeniósł się do Hongkongu.
W 2024 w pierwszym turnieju Q School zdobył ponownie kwalifikację do gry zawodowej w World Snooker Tour wygrywając z walijczykiem Dylanem Emerym 4-3.

## Występy w turniejach w karierze
| Turniej                      | 2012 /13            | 2013 /14            | 2014 /15            | 2015 /16            | 2016 /17      | 2017 /18      | 2018 /19      | 2024 /25      | 2025 /26      |
| ---------------------------- | ------------------- | ------------------- | ------------------- | ------------------- | ------------- | ------------- | ------------- | ------------- | ------------- |
| Ranking                      | [ i ]               | [ i ]               | [ i ]               | [ i ]               | [ ii ]        | 81            | [ i ]         | [ ii ]        | 73            |
| Turnieje rankingowe          |                     |                     |                     |                     |               |               |               |               |               |
| Championship League          | nierankingowy       | nierankingowy       | nierankingowy       | nierankingowy       | nierankingowy | nierankingowy | nierankingowy | A             | RR            |
| Saudi Arabia Masters         | nie rozegrano       | nie rozegrano       | nie rozegrano       | nie rozegrano       | nie rozegrano | nie rozegrano | nie rozegrano | 1R            |               |
| Wuhan Open                   | nie rozegrano       | nie rozegrano       | nie rozegrano       | nie rozegrano       | nie rozegrano | nie rozegrano | nie rozegrano | LQ            |               |
| English Open                 | nie rozegrano       | nie rozegrano       | nie rozegrano       | nie rozegrano       | 1R            | 1R            | A             | LQ            |               |
| British Open                 | nie rozegrano       | nie rozegrano       | nie rozegrano       | nie rozegrano       | nie rozegrano | nie rozegrano | nie rozegrano | LQ            | LQ            |
| Xi'an Grand Prix             | nie rozegrano       | nie rozegrano       | nie rozegrano       | nie rozegrano       | nie rozegrano | nie rozegrano | nie rozegrano | LQ            |               |
| Northern Ireland Open        | nie rozegrano       | nie rozegrano       | nie rozegrano       | nie rozegrano       | 1R            | 2R            | A             | 2R            |               |
| International Championship   | WR                  | A                   | A                   | WR                  | WR            | LQ            | A             | LQ            |               |
| UK Championship              | A                   | A                   | A                   | A                   | 2R            | 1R            | A             | LQ            |               |
| Shoot Out                    | nierankingowy       | nierankingowy       | nierankingowy       | nierankingowy       | 1R            | 1R            | A             | 1R            |               |
| Scottish Open                | MR                  | nie rozegrano       | nie rozegrano       | nie rozegrano       | 1R            | 1R            | A             | LQ            |               |
| German Masters               | A                   | A                   | A                   | A                   | LQ            | LQ            | A             | LQ            |               |
| World Grand Prix             | nie rozegrano       | nie rozegrano       | NR                  | DNQ                 | DNQ           | DNQ           | DNQ           | DNQ           |               |
| Players Championship         | DNQ                 | DNQ                 | DNQ                 | DNQ                 | DNQ           | DNQ           | DNQ           | DNQ           |               |
| Welsh Open                   | A                   | A                   | A                   | A                   | 2R            | 1R            | A             | 1R            |               |
| World Open                   | WR                  | A                   | nie rozegrano       | nie rozegrano       | 1R            | LQ            | A             | LQ            |               |
| Tour Championship            | nie rozegrano       | nie rozegrano       | nie rozegrano       | nie rozegrano       | nie rozegrano | nie rozegrano | DNQ           | DNQ           |               |
| World Championship           | A                   | A                   | A                   | A                   | LQ            | LQ            | A             | LQ            |               |
| Dawne turnieje rankigowe     |                     |                     |                     |                     |               |               |               |               |               |
| Shanghai Masters             | WR                  | 1R                  | A                   | WR                  | LQ            | 1R            | nierankingowy | nierankingowy | nierankingowy |
| Riga Masters                 | nie rozegrano       | nie rozegrano       | Minor-Ranking       | Minor-Ranking       | LQ            | WD            | A             | nie rozegrano | nie rozegrano |
| Paul Hunter Classic          | Minor-Ranking Event | Minor-Ranking Event | Minor-Ranking Event | Minor-Ranking Event | A             | 1R            | A             | nie rozegrano | nie rozegrano |
| China Championship           | nie rozegrano       | nie rozegrano       | nie rozegrano       | nie rozegrano       | NR            | LQ            | A             | nie rozegrano | nie rozegrano |
| European Masters             | nie rozegrano       | nie rozegrano       | nie rozegrano       | nie rozegrano       | LQ            | LQ            | A             | nie rozegrano | nie rozegrano |
| Indian Open                  | NH                  | A                   | A                   | NH                  | LQ            | 1R            | A             | nie rozegrano | nie rozegrano |
| Gibraltar Open               | nie rozegrano       | nie rozegrano       | nie rozegrano       | MR                  | 1R            | A             | A             | nie rozegrano | nie rozegrano |
| China Open                   | WR                  | A                   | A                   | WR                  | LQ            | LQ            | A             | nie rozegrano | nie rozegrano |
| Dawne turnieje nierankingowe |                     |                     |                     |                     |               |               |               |               |               |
| Haining Open                 | nie rozegrano       | nie rozegrano       | Minor-Rank          | Minor-Rank          | 3R            | 3R            | 4R            | nie rozegrano | nie rozegrano |

1. 1 2 3 4 5  Był amatorem.
2. 1 2  Nowi gracze w Tourze nie mają rankingu.

| Legenda tabeli wyników              | Legenda tabeli wyników       | Legenda tabeli wyników                     | Legenda tabeli wyników                                                              | Legenda tabeli wyników                     | Legenda tabeli wyników                     |
| ----------------------------------- | ---------------------------- | ------------------------------------------ | ----------------------------------------------------------------------------------- | ------------------------------------------ | ------------------------------------------ |
| LQ                                  | odpadnięcie w kwalifikacjach | #R                                         | odpadnięcie we wczesnej fazie turnieju (WR = runda dzikich kart, RR = faza grupowa) | QF                                         | przegrana w ćwierćfinale                   |
| SF                                  | przegrana w półfinale        | F                                          | przegrana w finale                                                                  | W                                          | zwycięstwo                                 |
| DNQ                                 | nie zakwalifikował/a się     | A                                          | nie brał/a udziału                                                                  | WD                                         | zrezygnował/a w trakcie turnieju           |
| Legenda oznaczeń w tabelach wyników |                              |                                            |                                                                                     |                                            |                                            |
| NH / Nie roz.                       | NH / Nie roz.                | Turniej nie odbył się.                     | Turniej nie odbył się.                                                              | Turniej nie odbył się.                     | Turniej nie odbył się.                     |
| NR / Nie-rank.                      | NR / Nie-rank.               | Turniej nie był zaliczany jako rankingowy. | Turniej nie był zaliczany jako rankingowy.                                          | Turniej nie był zaliczany jako rankingowy. | Turniej nie był zaliczany jako rankingowy. |
| R / Rank.                           | R / Rank.                    | Turniej był zaliczany jako rankingowy.     | Turniej był zaliczany jako rankingowy.                                              | Turniej był zaliczany jako rankingowy.     | Turniej był zaliczany jako rankingowy.     |
| MR / Minor-Rank.                    | MR / Minor-Rank.             | Turniej był zaliczany jako minor ranking.  | Turniej był zaliczany jako minor ranking.                                           | Turniej był zaliczany jako minor ranking.  | Turniej był zaliczany jako minor ranking.  |

## Finały w karierze

### Finały amatorskie: 4 (2-2)
| Rezultat  |    | Rok  | Turniej                                      | Przeciwnik             | Wynik | Przypisy |
| --------- | -- | ---- | -------------------------------------------- | ---------------------- | ----- | -------- |
| Zwycięzca | 1. | 2016 | Mistrzostwa Azji do lat 21                   | Ratchayothin Yotharuck | 6–5   | [ 4 ]    |
| Finalista | 1. | 2016 | APSBF Asia Pacific Open Snooker Championship | Liu Hongyu             | 1–6   | [ 5 ]    |
| Finalista | 2. | 2023 | Q School Azja i Oceania 2023 – Turniej 2     | He Guoqiang            | 3–4   | [ 6 ]    |
| Zwycięzca | 2. | 2024 | Q School 2024 – Turniej 1                    | Dylan Emery            | 4–3   | [ 3 ]    |